# Anecphora basisanguinea
Anecphora basisanguinea är en insektsart som beskrevs av Embrik Strand 1910. Anecphora basisanguinea ingår i släktet Anecphora och familjen lyktstritar. Inga underarter finns listade i Catalogue of Life.